# Inter Satelital
Tuves (conocida como Inter Satelital desde 2013 hasta 2025) es una compañía boliviana de telecomunicaciones que se especializa en prestar servicios de televisión por satélite. Inter Satelital inició operaciones en 2006 como TuVes HD en la ciudad de La Paz, Cochabamba y Santa Cruz y actualmente ha expandido su cobertura a todo el territorio boliviano.